# Jerome (Arkansas)
Jerome é uma cidade localizada no estado americano de Arkansas, no Condado de Drew.

## Demografia
Segundo o censo americano de 2000, a sua população era de 46 habitantes.
Em 2006, foi estimada uma população de 44, um decréscimo de 2 (-4.3%).

## Geografia
De acordo com o United States Census Bureau, a localidade tem uma área de 0,5 km², sem área coberta por água.

## Localidades na vizinhança
O diagrama seguinte representa as localidades num raio de 32 km ao redor de Jerome.